# HD 75063
a Velorum
Ne doit pas être confondu avec A Velorum (en) (A majuscule).
Désignations
a Velorum (en abrégé a Vel), également désignée HD 75063, est une étoile de la constellation des Voiles.
a Velorum est une géante blanche de type A avec une magnitude apparente de +3,87. Elle est à environ 1500 années-lumière de la Terre.